# Teillet-Argenty
Teillet-Argenty é uma comuna francesa na região administrativa de Auvérnia-Ródano-Alpes, no departamento Allier. Estende-se por uma área de 21,55 km². Em 2010 a comuna tinha 565 habitantes (densidade: 26,2 hab./km²).